# Ajalamo
Ajalamo è il dio dei bimbi ancora non nati della popolazione Yoruba. È sua responsabilità, sostiene questa mitologia, badare al luogo in cui sono raccolti gli spiriti dei bimbi che nasceranno.